# El hogar que yo robé
El hogar que yo robé es una telenovela mexicana producida por Valentin Pimstein para la cadena Televisa en 1981. 
Está basada en la radionovela El hogar que me robé, original de la escritora cubana Inés Rodena, con un libreto de Carlos Romero y una adaptación de Valeria Phillips.
Estuvo protagonizada por Angélica María, como protagonista masculino tuvo a Juan Ferrara, además contó con las actuaciones antagónicas de Angélica Aragón, Leonardo Daniel, Gregorio Casal, Saby Kamalich y Mauricio Ferrari y con las actuaciones estelares de Aldo Monti, Virginia Manzano y Socorro Bonilla. Inició el jueves 15 de enero de 1981 en el horario de las 18:30 horas y así durante 22 capítulos, por su alto índice de audiencia y sus escenas "fuertes" según comentó la revista Teleguía fue suspendida y emitida desde el capítulo 1 en el horario estelar de las 23:00 horas en lugar de Colorina, el jueves 12 de marzo del mismo año, convirtiéndose en una de las telenovelas más populares del año y al paso del tiempo, en un gran clásico de la televisión mexicana.

## Trama
Andrea Velarde (Angélica María) es una joven mujer casada que engaña a su marido, Carlos Valentín Velarde (Juan Ferrara). Mientras se encuentra de viaje con Eduardo (Leonardo Daniel), un joven aprovechado y vividor, Andrea conoce por casualidad a Victoria Valdés (Angélica María), una humilde muchacha con la que comparte un asombroso parecido físico. 
Para seguir gozando de su libertad durante todo el tiempo posible, Andrea le propone a Victoria que se haga pasar por ella durante una temporada, aprovechando el parecido entre ambas, a cambio de una buena cantidad de dinero. Victoria se niega al principio, pero después se ve obligada a aceptar cuando Andrea la acusa falsamente de robo y la chantajea. Tras enseñarle todo lo que debe saber sobre la familia Velarde y su hogar, Andrea le entrega a Victoria su diario íntimo para que lo consulte cuando tenga dudas y finalmente la envía al pueblo de San Martín Río Negro, donde viven los Velarde.
Victoria llega a la mansión Velarde, donde vive Carlos Valentín con toda su familia: el mimado Carlitos (René García) y la cariñosa Aurorita (Angélica Vale), que son los hijos pequeños de su primer matrimonio; la anciana doña Amanda (Virginia Manzano), madre de Carlos Valentín, y los dos hermanos de éste, Luis Felipe (Aldo Monti) y Genoveva (Angélica Aragón). Al conocer a Carlos Valentín, Victoria se sorprende al descubrir en él a un hombre bondadoso y amable y no comprende cómo puede engañar Andrea a un marido tan bueno. Al mismo tiempo, todos notan rara a Andrea; sobre todo Florita (Maritza Olivares), su doncella personal y cómplice de sus infidelidades.
Poco a poco, Victoria descubre que Andrea en realidad es una mujer perversa y sin escrúpulos con gran número de amantes, empezando por Reynaldo (Gregorio Casal), el marido de Genoveva, y siguiendo por Luigi, un pintor para el que Andrea posó desnuda en el pasado y que ahora la amenaza con mostrarle el cuadro pintado a Carlos Valentín. Mientras tanto, la familia cada vez se sorprende más con el cambio sufrido por Andrea: ya no fuma, se muestra tierna con los niños (Carlitos, que detestaba a su madrastra, ahora la quiere como a una verdadera madre) y dulce con su marido. También doña Amanda, que pasaba el tiempo encerrada en su habitación, cambia ante la compañía de la nueva Andrea. Sin embargo, no todos reciben el cambio de Andrea con alegría: Genoveva, que siempre ha sabido de la relación adúltera entre Reynaldo y su cuñada, la odia cada vez más.
Atraído por el cambio de su esposa, Carlos Valentín intenta seducir a Victoria, pero ella no cede pese a desearlo, ya que ese hombre le atrae. Mientras tanto, la verdadera Andrea se divierte en la capital con Eduardo y coquetea con otros hombres y termina dejando a Eduardo por un empresario llamado Silvestre Soler (Luis Couturier), un hombre que cumple todos sus deseos. Poco después del final de su relación con Andrea, Eduardo conoce a Marilola (Marina Dorell), una bella mujer que resulta ser la prima de Carlos Valentín y que desea ir al pueblo a tratar de conquistarlo, ya que siempre lo ha amado. En tanto, Victoria descubre que se ha enamorado de Carlos Valentín, y sufre porque es un amor prohibido. 
Marilola llega a San Martín Río Negro acompañada por Eduardo y se sorprende al ver a Andrea tan cambiada; ya no se arregla tanto como antes y no es burlona y agresiva. Eduardo (que conoce perfectamente todo el asunto de la suplantación de identidad) se burla de Victoria, pero promete guardarle su secreto. A su vez, Marilola, conocedora del adulterio entre Andrea y Luigi, no pierde oportunidad de coquetear con su primo. 
Posteriormente, Andrea y Silvestre sufren un aparatoso accidente automovilístico por conducir en estado de embriaguez. Al mismo tiempo, Victoria (que tiene estudios de Administración) se hace cargo de la fábrica de los Velarde, que está al borde de la ruina, y resuelve buena parte de sus problemas, por lo que todos se sorprenden al verla en el papel de ejecutiva eficiente y no de mujer frívola, y en especial Luis Felipe. 
Por otro lado, Marilola intenta seducir a Carlos Valentín, pero sin éxito. Poco después, Eduardo informa a Victoria de la muerte de Andrea en un accidente de tráfico y le dice que a partir de entonces tendrá que usurpar su identidad para siempre. Además, le exige una gran cantidad de dinero a cambio de su silencio. En realidad, Andrea no ha muerto, sino que está en un hospital con una fuerte lesión cerebral, mientras que Silvestre Soler ha quedado paralítico.  
Victoria va a la capital a tramitar unos créditos para la fábrica y al regresar se molesta de que Carlos Valentín esté con Marilola; al mismo tiempo, empieza a sospechar que Eduardo le mintió respecto a la muerte de Andrea. 
Más tarde, Carlos Valentín solicita un importante préstamo para su fábrica al millonario Dos Santos, pero éste se niega. Victoria va a ver al millonario, que se sorprende ante su parecido con una mujer con quien tuvo una aventura tiempo atrás. Victoria niega conocerlo de antes, pero está segura de que el hombre ha sido uno más de los amantes de Andrea. Finalmente, los dos llegan a un acuerdo y Dos Santos anuncia en una cena en casa de los Velarde que concederá el préstamo a los Velarde con la condición de que sea "Andrea" la administradora de la fábrica, lo que molesta Carlos Valentín y a Luis Felipe. 
Ahora que ella ya tiene recursos, Eduardo exige a Victoria el dinero del chantaje, pero su plan se frustra cuando Victoria recibe una carta de la verdadera Andrea, que se empieza a recuperar de su accidente y pide a Victoria siga suplantándola mientras termina de recobrar la salud. 
Dos Santos se va de viaje y Victoria queda a cargo de la fábrica, donde comienzan a trabajar también Reynaldo y Genoveva; esta última pasa todo el día vigilando a su cuñada. La condición de "Andrea" como administradora y jefa en la fábrica se hace cada vez más insoportable para Luis Felipe, que termina marchándose del pueblo, ya que no soporta que Andrea lo mande. 
Por otro lado, Carlitos quiere ir a jugar a casa de un amigo y Carlos Valentín se niega, pero Victoria le da permiso para ir. Durante la visita, el niño cae de un caballo y se rompe una pierna. La fractura tiene graves complicaciones que hacen que el niño tal vez no pueda volver a caminar, por lo que Carlos Valentín culpa a Victoria de lo sucedido. Carlitos es operado y empieza a recuperarse ayudado por Victoria. 
Al mismo tiempo, Reynaldo se enreda con Carmita, una empleada de la fábrica, lo que llena de ira a Genoveva; dispuesta a recuperar a su marido, cambia su peinado y su aspecto totalmente, pero su estrategia funciona durante muy poco tiempo y él pronto vuelve a serle infiel. Por otra parte, Victoria recibe otra carta de Andrea, que pospone su regreso. A su vez, Luigi sigue acosándola y ella, en un arranque de desesperación, le revela su verdadera identidad. 
Posteriormente, Carlos Valentín rechaza definitivamente el amor de Marilola, que se va del pueblo. Aunque Carlos Valentín asegura que está enamorado de su esposa, empieza a sentirse fuertemente atraído por Verónica (Mónica Prado), su nueva secretaria. Sin embargo, Amanda se da cuenta de la situación y exige a su hijo que sea fiel a Andrea. 
Eduardo, al no recibir todo el dinero del chantaje, envía un anónimo a Carlos Valentín en el que le explica que Andrea no es Andrea, sino una impostora. Mientras tanto, Victoria está desesperada por los problemas de la fábrica y porque se acerca la fecha del regreso de Andrea y aún no sabe nada de ella. 
Quienes sí regresan al pueblo son Dos Santos y Luis Felipe. El primero ha realizado una investigación sobre Andrea y ha descubierto que es una mujer casquivana que ha tenido numerosos amantes, incluido él mismo hace varios años. Cuando vuelve el segundo, Carlos Valentín le habla del anónimo, por lo que su hermano le tiende una trampa a Victoria para comprobar la veracidad del anónimo. Victoria cae en la trampa y Luis Felipe confirma que se trata de una impostora. 
Poco después, Eduardo cita a Carlos Valentín para chantajearlo a él y le cuenta toda la verdad. Victoria, que  presiente que Carlos Valentín ha descubierto el engaño, decide huir dejando atrás el diario de Andrea para que Carlos Valentín lo lea, pero después de contarles la verdad a Luis Felipe y a su mujer decide no irse del pueblo, sino instalarse en un hotel y enfrentarse a lo que venga, ya que ama a Carlos Valentín. Mientras tanto, la verdadera Andrea se ha convertido en amante de Karim Saud (Eugenio Cobo), un millonario árabe, y no quiere regresar a su hogar, pero comienza a sufrir terribles dolores de cabeza debido a las lesiones provocadas por el accidente. 
Poco después, Carlitos se pelea con su padre y huye en una noche de tormenta para buscarla, pero cae por un barranco y se golpea la cabeza, a consecuencia de lo cual pierde totalmente la memoria. El niño es recogido por dos humildes mendigos que lo cuidan, mientras Victoria y los Velarde lo buscan sin resultado. 
Cuando se entera de todo el asunto de la suplantación de identidad, Genoveva denuncia a Victoria por usurpación, por lo que la policía comienza a investigarla. Mientras tanto, los mendigos entregan a Carlitos a Victoria, que lo devuelve a su padre; éste, que desconfía de su bondad, llega a pensar que tal vez ella misma tenía secuestrado al niño, que termina recuperando la memoria. Por su parte, doña Amanda se enfurece porque todos le dan la espalda a Victoria pese a todo el bien que hizo. 
Genoveva, que está embarazada de su marido, descubre que Reynaldo va al pueblo; lo sigue y lo ve entrar al hotel, donde lo descubre hablando con Victoria en la habitación de ésta. Se produce una pelea entre los tres en la que Reynaldo arroja por las escaleras a su esposa, que pierde al bebé. Para proteger a su marido, acusa de lo sucedido a Victoria, que es arrestada. 
A causa del arresto de Victoria, sale a la luz el caso de la suplantación de identidad y estalla un gran escándalo en el pueblo, por lo que Luis Felipe se lleva a Amanda y a los niños una temporada para alejarlos de todo aquello. Mientras tanto, Florita intenta seducir a Carlos Valentín aprovechando que están solos, pero él la rechaza. 
La situación en la cárcel no es nada fácil para Victoria: además de enfrentarse a la hostilidad de algunas de las presas, también debe hacer lo mismo con los policías; uno intenta violarla, pero por suerte en ese momento llega Carlos Valentín a visitarla y la salva para después declararle su amor.
Al mismo tiempo, Jimena Fuentes (Saby Kamalich), la dueña del hotel del pueblo, escucha con sorpresa la historia que le cuenta el señor Guzmán, uno de sus huéspedes. Guzmán busca a dos hermanas gemelas que fueron separadas al nacer y apartadas de su padre, un hombre muy rico que ha contratado al detective para que las encuentre. 
Posteriormente, Andrea cae gravemente enferma y Karim cuida de ella hasta que se recupera. Después de sanar, Andrea se empieza a aburrir de su amante y decide por fin regresar a casa. Por otra parte, Genoveva recibe la noticia de que tras la pérdida de su hijo no podrá volver a ser madre, y rechaza a Reynaldo. 
Victoria sale libre bajo fianza y regresa a casa de los Velarde, pero al llegar encuentra abrazados a Carlos Valentín y Florita, pero él explica que sólo le seguía el juego a Florita para saber donde está la verdadera Andrea y poder divorciarse de ella. 
Poco después, Guzmán atropella a Victoria y la ayuda a recuperarse sin imaginar que es una de las gemelas que busca. Andrea se presenta con todo descaro en casa de los Velarde y Carlos Valentín y Victoria la observan sorprendidos. Cínicamente dice que ha regresado a ocupar su lugar y que Victoria puede irse; Carlos Valentín se niega, pero Victoria vuelve al hotel del pueblo. 
Andrea coquetea con su esposo, pero él la rechaza y dice que ahora ama a la intrusa. Andrea sufre un ataque  y sufre una parálisis en todo el cuerpo, lo que impide que Carlos Valentín se divorcie de ella. 
Jimena le confiesa a Victoria que Guzmán busca a unas gemelas separadas de pequeñas y Victoria habla con él, sorprendida descubre que ella y Andrea son hermanas gemelas y su padre las busca, pues fueron separadas al nacer por la muerte de su madre, pero ahora el padre de ambas quiere verlas. 
Al descubrir el lazo que la une con Andrea, Victoria rechaza ahora a Carlos Valentín, pues no quiere quitarle el marido a su propia hermana. Andrea recupera la movilidad, pero decide fingir que sigue paralizada para que Carlos Valentín no la deje; aun así, para divertirse se viste como Victoria y se presenta ante su marido haciéndose pasar por la impostora y se besa apasionadamente con él. 
Victoria conoce a su padre, que se alegra de reencontrarse con ella, y juntos hablan con el médico que operó a Andrea. El doctor les informa de que Andrea corre peligro de muerte, ya que su cerebro quedó gravemente afectado por el accidente y se puede presentar un derrame cerebral fulminante y mortal en cualquier momento. Mientras tanto, Genoveva y Reynaldo se divorcian; él se va del pueblo para siempre y ella pide perdón a Victoria por sus malas acciones. 
Carlos Valentín descubre la farsa de Andrea y la rechaza. Victoria habla con Andrea y le dice que son hermanas e incluso le presenta a su padre, pero ella ni se inmuta, ya que solo quiere recuperar a su marido, por lo que hace jurar a Victoria que se irá para siempre y le dejará el campo libre. 
Victoria se prepara para irse con su padre, pero repentinamente Andrea muere de una apoplejía y Carlos Valentín busca a Victoria. Los dos se besan, felices de poder estar por fin juntos.

## Elenco
- Angélica María - Andrea Montemayor de Velarde / Victoria Valdez Roldán
- Juan Ferrara - Carlos Valentín Velarde Jurado
- Gregorio Casal - Reynaldo Cassano
- Virginia Manzano - Amanda Jurado Vda de Velarde
- Angélica Aragón - Genoveva Velarde Jurado
- Aldo Monti - Luis Felipe Velarde Jurado
- Marina Dorell - Marilola Velarde
- Leonardo Daniel - Eduardo Manriquez
- René García - Carlitos Velarde
- Maritza Olivares - Florita
- María Clara Zurita - Teresa
- Angélica Vale - Aurorita Velarde
- Martha Verduzco - Virginia Luarca de Velarde
- Carmen Belén Richardson - Fernanda
- Tere Mondragón - Juana
- Luis Couturier - Silvestre Soler
- Arturo Guízar - Isidoro
- Arturo Lorca - Cabrera
- Socorro Bonilla - Diana
- Luciano Hernández de la Vega - Ballesteros
- Mauricio Ferrari - Luigi
- Eugenio Cobo - Karim Saud
- Sanicte Maldonado - Aixa
- Felicia Mercado - Flor
- Lili Inclán - Crisanta
- Mónica Prado - Verónica Bolaños
- Ada Carrasco - La Coronela
- Lola Tinoco - Rosarito
- Violet Gabriel
- Saby Kamalich - Jimena Fuentes
- Xavier Marc - Adrián Montemayor
- Arturo García Tenorio - Salomón
- Edith González - Paulina
- Alejandro Tommasi - Daniel
- Alma Delfina - Carmita
- Leticia Perdigón
- Fernando Borges - Tte. Sagredo
- Celeste Sáenz - Odalisca Bailarina
- Armando Calvo - Gaspar Garay
- Eduardo Yáñez - Barman
- Jacarandá Alfaro - Odalisca
- Estela Correa - Deren, odalisca
- Héctor Cruz - Comisario Rivarola
- Ricardo Cortés
- Rebeca Rambal - Mariquita
- Félix Santaella - Doctor
- Alfonso Iturralde - Lisandro/Rodrigo Montemayor
- Enrique Barrera- Gustavo
- Beatriz Aguirre - Janina
- Socorro Avelar
- Alberto Gavira - Eleuterio
- Tere Cornejo - Enfermera
- Aurora Cortés
- Enrique Gilabert - Apoderado de Karim
- Juan Peláez - Pablo
- Adriana Laffan - Brígida
- Julio César Imbert - Jack

## Equipo de producción
- Original de: Inés Rodena
- Libreto: Carlos Romero
- Adaptación: Valeria Phillips
- Edición literaria: Tere Medina, Dolores Ortega
- Tema original: El hogar que yo robé
- Escenografía: Rogelio Neri
- Musicalizadores: Carlos Caballero, Javier Ortega
- Iluminación: Alfonso González, Jesús Raya Lara
- Editores: Alejandro Frutos, Juan Carlos Frutos
- Jefes de producción: Arturo Lorca, Angelli Nesma Medina
- Coordinación de producción: Eugenio Cobo
- Directores de cámaras: Manuel Ruiz Esparza, Noé Alcántara
- Director de escena: Manolo García
- Dirección: Dimitrios Sarrás
- Productor: Valentín Pimstein

## Versiones
- La usurpadora (Venezuela, 1971) protagonizada por Marina Baura y Raul Amundaray.
- La intrusa (Venezuela, 1986) protagonizada por Mariela Alcalá y Victor Cámara.
- La usurpadora (México, 1998) protagonizada por Gabriela Spanic y Fernando Colunga.
- ¿Quién eres tú? (Colombia, 2012) protagonizada por Laura Carmine y Julián Gil.
- La usurpadora (México, 2019) protagonizada por Sandra Echeverría y Andrés Palacios.